# ديفيد سنكلير
ديفيد سنكلير (بالإنجليزية: David Sinclair)‏ (6 أكتوبر 1969 بدنفيرملين في المملكة المتحدة - ) هو لاعب كرة قدم بريطاني في مركز الدفاع. لعب مع بورتاداون ودندي يونايتد وريث روفرز ونادي فالكيرك ونادي ميلوول وHill of Beath Hawthorn F.C. ‏ وفورفار أثلتيك ‏ ونادي ليفينغستون لكرة القدم.

## وصلات خارجية
- ديفيد سنكلير على موقع قاعدة بيانات كرة القدم.إي يو (الإنجليزية)
- ديفيد سنكلير على موقع Soccerbase.com (لاعب) (الإنجليزية)